# Кастрацано (Виченца)
Кастрацано је насеље у Италији у округу Виченца, региону Венето.
Према процени из 2011. у насељу је живело 11 становника. Насеље се налази на надморској висини од 608 м.